# Worker (файловый менеджер)
Worker — файловый менеджер для Linux и других UNIX-подобных операционных систем. Написан на C++ с использованием только стандартной X11-библиотеки xlib и библиотеки avfs для работы с виртуальной файловой системой, используемой при работе с архивами и доступом по ftp.
В сравнении с другими файловыми менеджерами worker отличается высокой скоростью работы и нетребовательностью к ресурсам. Worker поддерживает создание вкладок (табов), работу с архивами, возможность прямого обращения к ftp-сайтам, UTF8, создание закладок, историю посещений и быстрый доступ, монтирование устройств, метки для файлов и групп файлов, цветовое выделение групп файлов, поиск файлов и по содержимому файлов, гибкую привязку команд к горячим клавишам. Управление файловым менеджером осуществляется через настраиваемое контекстное меню и посредством многочисленных настраиваемых кнопок, расположенных в нижней части рабочего окна приложения. Каждая кнопка вызывает отдельную функцию, возможно назначение разных функций для правой и левой кнопки мыши для каждой кнопки, для каждой из которых возможно задание горячей клавиши. В качестве функций могут выступать как встроенные инструменты Worker, так и любые внешние программы. Любая сторонняя программа легко интегрируется с помощью кнопок или горячих клавиш. Возможно создание групп кнопок, переключение между которыми осуществляется щелчком мышью по строке статуса.
Worker полностью настраивается через графический интерфейс, в то же время сохраняя возможность ручной настройки посредством правки конфигурационных файлов без необходимости перезапуска Worker. Worker определяет тип файлов либо по их содержимому либо по расширению. Возможно задание своих масок содержимого файлов.
В Worker реализована поддержка xft и libmagic. Программа переведена на многие языки, в том числе и на русский.